# بوليط جنوبي
بوليط جنوبي (الاسم العلمي: Boletus australis) هو نوع الفطريات يتبع جنس البوليط من الفصيلة البوليطية. سمي هذا النوع بالجنوبي (باللاتينية: australis) نسبة إلى النصف الجنوبي للكرة الأرضية.		